# Lothar Krieg
Lothar Krieg (Darmstadt, 10 dicembre 1955) è un ex velocista tedesco, attivo negli anni settanta.

## Biografia
Alle Olimpiadi di Montréal 1976 corse in seconda frazione con il quartetto tedesco occidentale che si aggiudicò la medaglia di bronzo nella staffetta 4×400. 

## Palmarès
| Anno | Manifestazione | Sede     | Evento  | Risultato | Prestazione | Note |
| ---- | -------------- | -------- | ------- | --------- | ----------- | ---- |
| 1976 | Olimpiadi      | Montréal | 4×400 m | Bronzo    | 3'01"98     |      |